# Банкьери, Адриано
Адриа́но Банкье́ри (итал. Adriano Banchieri, итал. Adriano di Bologna; 3 сентября 1568, Болонья, — 1634, там же) — итальянский композитор, органист, теоретик музыки и литератор.

## Биография
Адриано Банкьери родился в Болонье.
В 1587 году вступил в орден бенедиктинцев, сменив имя Томмазо на Адриано; в 1590 году дал монашеские обеты. Одним из его учителей в монастыре был органист и композитор Джозеффо Гвами, оказавший большое влияние на стиль Банкьери.
C 1592 году Адриано Банкьери служил органистом в различных оливетанских монастырях в Италии, за что получил прозвище Монах-оливетанец (Monaco Olivetano): в 1592 году — в Лукке, в 1593 году — в Сиене, в 1594 году перешёл в болонский монастырь Сан-Микеле-ин-Боско, где служил до 1609 года, с перерывом в 1600—1604 годах, когда он был органистом в церкви Санта-Мария-ин-Регола в Имоле, служил в монастыре Сан Пьетро в Губбио, в церквах Венеции и Вероны.
В 1607 году Банкьери была доверена честь играть на новом органе Монте Оливето Маджоре (орденская резиденция в провинции Сиена) во время службы его торжественного освящения. В 1609 году возвратился в монастырь Сан-Микеле-ин-Боско (в 1618 получил там титул почётного аббата).
Банкьери — член нескольких болонских музыкальных академий со дня основания первой из них — Accademia dei Floridi (1615). В 1622 году общество было переименовано в Accademia dei Filomusi, в 1633 превратилось в Accademia dei Filaschisi и в конце концов (уже после смерти Банькери) — в Болонскую филармоническую академию. Носил артистический псевдоним Il Dissonante.
В 1634 году в связи с ухудшением здоровья Банкьери перешёл в другой болонский монастырь (св. Бернарда), где в том же году умер от апоплексического удара.

## Творчество

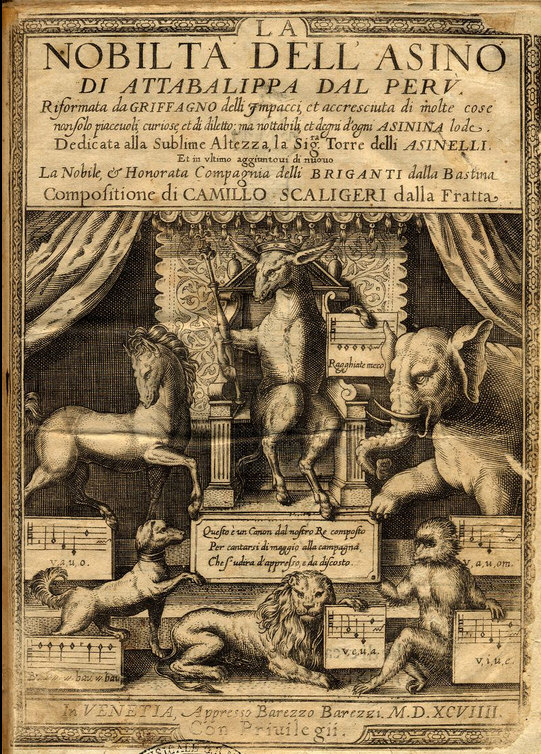
Банкьери. Благородство осла, 1599 (титульная страница издания)

Банкьери был плодовитым композитором, сочинял разнообразную светскую и церковную музыку: мессы, мотеты, мадригалы, канцонетты, органные пьесы в различных жанрах.
В мадригальных комедиях Банкьери начал с подражания своему старшему современнику Орацио Векки. Особенно сильно влияние Векки заметно в комедиях «Il studio dilettevole» (1600, по существу является парафразой «Амфипарнаса») и в «Музыкальных метаморфозах» (1601). Банкьери, подхватив музыкально-стилистические и сценические идеи Векки, развил жанр мадригальной комедии на свой манер, обогатил его собственными новациями. В прологе к «Благоразумию юности» (1628), например, он отвёл место обсуждению сценической постановки, в том числе упомянул там о «неинтересном персонаже, который в случае необходимости помогает певцам, инструменталистам и актёрам» — это упоминание считается ранним документальным свидетельством о театральном режиссёре.
В комедиях Банкьери использовал, главным образом, жанры мадригала и многоголосной песни — канцонетты, особенно её разновидности баллетто. С одной стороны, его певцы владели имитационной полифонией (необходимой для мадригала), с другой стороны, обеспечивали синхронность и живость исполнения гомофонной музыки (необходимой в баллетто). Женские и мужские роли исполняли мужчины; моментальные образные переключения (порой в пределах одной партии и одной пьесы) требовали перевоплощения, актёрского мастерства. Популярность комедиям Банкьери, помимо исполнительского блеска, гарантировали сюжеты, взятые из обыденной жизни (частью из комедии дель арте), «низкий стиль», вплоть до откровенного шутовства. Так, в пьесе «Contraponto bestiale» из мадригальной комедии «Праздник широкой масленицы» («Festino nella sera del Giovedì Grasso», 1608) сочетаются григорианский хорал с бессмысленным текстом и голоса птиц и зверей, имитируемые певцами.
Банкьери одним из первых в истории применил в своих произведениях basso continuo. Его сборник «Concerti ecclesiastici» (Церковные концерты, 1595 г.) — самое старое из дошедших до нас сочинений с нотированным генерал-басом; позже Банкьери использовал basso continuo систематически (в отличие от Векки, который писал в то же время в старой манере, то есть без цифрованного баса) — не только в своих светских сочинениях, но и в сочинениях для церкви.
Банкьери также принадлежит первенство в использовании знаков динамики p (piano) и f (forte) в нотных партитурах. Например, они отмечаются в инструментальной канцоне «Прекрасная органистка» и в дуэте «Ego dormio», написанном на популярный текст из Песни Песней (5:2-4).
Банкьери обладал незаурядным литературным талантом, его перу принадлежат эссе, новеллы, исследования о местном болонском наречии. Комедии и новеллы он публиковал под псевдонимом Камилло Скалиджери (Camillo Scaligeri), а сборник анекдотов «Благородство осла» («La nobiltà dell’asino») подписан нелепым псевдонимом Аттабалиппа даль Перу (Attabalippa dal Perù).

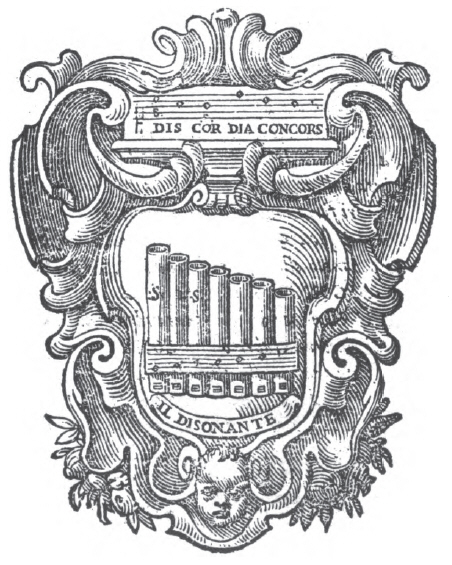
Символическое изображение гармонии (discordia consors) в «Гармонических письмах» А. Банкьери (1628)

Книга «Гармонические письма» («Lettere armoniche», 1628; дополнения в издании 1630) — сборник реальных и воображаемых писем (часто в форме эссе, иногда в стихах), посвящённый различным вопросам эстетики и поэтики художественного творчества. Эпитет «гармонический» в заголовке сборника следует понимать не как ссылку на музыкальный термин, а «общеэстетически». Автор-эссеист мыслит свои письма в «гармоническом консонансе» («consonanti all’armonia») с «Поэтикой» Аристотеля, с «Декамероном» Боккаччо, с «Одиссеей» Гомера, со «Scherzi» Монтеверди, с «Амфипарнасом» Векки и так далее. «Гармонические письма» Банкьери — также важный источник биографический сведений об авторе.
Банкьери любил Болонью, про которую писал: «здесь всё желанно, хорошая пища, хороший воздух и хорошие люди». Отдельную книгу он посвятил болонскому диалекту итальянского языка («Discorso della lingua Bolognese», издание 3, 1629). В текстах своих мадригальных комедий (стихи, прозаические прологи и интермеццо, сценические ремарки) он широко использовал диалектную речь для придания локальной «пряности». Помимо тосканского, Банкьери внедрял в свои сочинения и другие диалекты итальянского языка, понимание которых ныне представляет трудность даже для коренных итальянцев.
Банкьери разработал новую модификацию лютневого клавесина, назвав её arpitarrone (орфография в публикации 1611 года; в других публикациях называл его также arpichitarrone). По замыслу и дизайну Банкьери новый инструмент изготовил миланский мастер. Судя по описанию, инструмент предназначался для игры basso continuo и напоминал по звучанию басовую лютню (китаррон).

## Научно-педагогическая деятельность

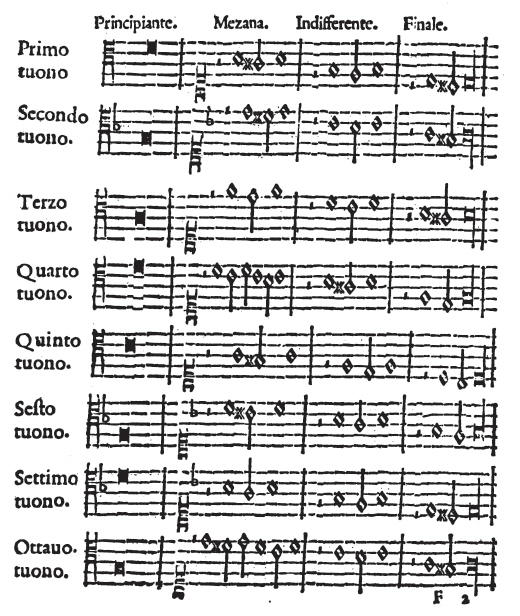
Церковные тоны Банкьери («Звучащий орган», 1605, p.41). Рекомендуемые для обыгрывания органистом устои лада отмечены как тоны каденций: finale — заключительной (основной устой), mezana — срединной (вторичный устой), indifferente — внутристрочной (третичный устой). Например, во втором ладе «тоника» g, «доминанта» d, ультима внутристрочной каденции b. Характерно, что многие каденции Банкьери показывает с диахроматическим вводным тоном (во втором ладе g-fis-g, d-cis-d), усиливающим тональный фокус выделяемого устоя. Термином principiante (в нотах — бревис) Банкьери обозначает главный устой монодического распева, на который при гармонизации должен ориентироваться органист (совпадает с ультимой заключительной каденции).

Банкьери — автор нескольких дидактических пособий и других трудов о музыке, направленных на актуальную (современную автору) музыкальную практику. О востребованности книг Банкьери свидетельствует тот факт, что они непрестанно редактировались (исправлялись, расширялись и т. п.) и неоднократно переиздавались. Наиболее известен труд под названием «Картелла, или полезнейшие правила для тех, кто хочет освоить cantus figuratus» (Cartella overo regole utilissime a quelli che desiderano imparare il canto figurato), в третьей редакции — «Музыкальная картелла» (Cartella musicale, 1614).
В этом труде дано описание акцентной метрики, с присущим этой ритмической системе различением сильной и слабой долей, а также залиговкой «через такт». Там же, в попытке приспособить сольмизацию к практически (давно) существовавшей миксодиатонике придумал новые слоги ba (для си-бемоля) и bi (для си-бекара). В ладовом учении (там же) показал, как основные модальные функции и категории, присущие восьми монодическим псалмовым тонам (мелодические формулы в интонации, медиации и терминации; финалис, тенор), трансформируются в многоголосии (те же категории/функции плюс набор основных тонов каденции — для каждого из восьми церковных ладов). В описанной Банкьери трансформации характерно, что амбитус автентического и плагального ладов укладывается (за некоторыми исключениями) в пределы одной октавы, что достигается понижающей (квартовой или квинтовой) транспозицией всей музыки; например, амбитус первого тона: d-(a)-d' (основное положение диатонической системы), амбитус второго тона: d-(g)-d' (транспозиция на кварту вверх, с одним бемолем при ключе).
В 1605 году Банкьери опубликовал пособие для церковных органистов под названием «Звучащий орган» («L’organo suonarino»), которое многократно (в том числе ещё при жизни автора) переиздавалось. Банкьери учит приёмам игры на органе, регистровке, реализации (расшифровке) basso continuo, даёт многочисленные примеры гармонизации григорианский монодии и целостные образцы собственной музыки в разных жанрах (соната, фантазия, ричеркар, токката, баталия, диалог, канцона, сольный мотет и др.) для органа или в сопровождении органа — без всякой опоры на церковный первоисточник.
В трактате «Заключения о музыке для органа» («Conclusioni nel suono dell’organo», 1609) Банкьери с помощью 20 кратких тезисов (которые далее раскрываются в небольших главах) излагает историю органа от античности до современности, приводит многие имена авторов органной музыки, описывает применение органа в церкви и в концертной практике. Три главы (заключения 16-18) — также в виде исторического обзора, от Амвросия Медиоланского до Джозеффо Царлино — посвящены описанию ладовой системы.

## Музыкальные сочинения

### Духовная музыка
- Церковные концерты для 8 голосов и бассо континуо (Concerti ecclesiastici, 1595)
- Псалмы… вечерни на все праздники года… и в конце 2 магнификата, для 5 голосов (Salmi … i Vespri di tutte le feste… 1598)
- Торжественная месса… концерты к интроиту, градуалу, офферторию… и в конце гимн свв. Амвросию и Августину… книга III, для 8 голосов (Messa solenne… concerti all’introito, graduale, offertorio… et nel fine l’hinno degli gloriosissimi SS Ambrogio et Agostino… libro III, 1599)
- Церковные симфонии… для пения и игры на инструментах, для 4 голосов и бассо континуо (Eclesiastiche sinfonie… per sonare et cantare, 1607)
- Гармонические близнецы, [церковная кантата] для 2 голосов и бассо континуо (Gemelli armonici che avicendevolmente concertano duoi voci in variati modi, 1609, 2-е расширенное изд. 1622)
- Ожерелье из музыкальных жемчужин, во славу Царицы небесной сотканных на современный манер и воплощённых в духовные песни, для 1-2 голосов или инструментов и бассо континуо (Vezzo di perle musicali modernamente conteste alla regia sposa effigiata nella sacra cantica, 1610)
- Третья книга новых церковных размышлений, для 1-2 голосов и бассо континуо (Terzo libro di nuovi pensieri ecclesiastici, 1613)
- Псалмы для декламации, с 3 магнификатами в конце, для 4 голосов и бассо континуо (Salmi da recitarsi à battuta larga, et nel fine 3 variate armonie sopra il Magnificat, 1613)
- Due ripieni in applauso musicale, для 8 голосов или инструментов и бассо континуо (1614)
- Священная гармония, для 4 голосов и бассо континуо (Sacra armonia, 1619)
- Мессы и мотеты. Книга 1, для 3 голосов и бассо континуо (Primo libro delle messe e motetti, 1620)
- Диалоги, концерты, симфонии и канцоны, для 2 голосов и бассо континуо (Dialoghi, concerti, sinfonie, e canzoni, 1625; расширенное издание 1629)

### Светская музыка
- Canzoni alla francese a quattro voci per sonare dentrovi, un Echo, & in fine una Battaglia a otto, et dui Concerti fatti sopra Lieto godea (Венеция, 1596)
- La pazzia senile (Старческое сумасбродство, Сумасбродство старости), 1598; 2-я переработанная ред, 1591; 9-е издание 1621
- Il studio dilettevole (Весёлая наука?), 1600; 2-е издание Кёльн, 1603
- Il metamorfosi musicale (Музыкальные метаморфозы), 1601; 2-е издание, 1606
- Il zabaione musicale (Музыкальная мешанина), 1604
- La barca di Venezia per Padova (Лодка из Венеции в Падую), 1605; 2-я переработанная ред., 1623
- Il virtuoso ridotto tra signori e dame, 1607
- La prudenza giovenile (Благоразумие молодости), 1607; 4-е переработанная ред. под названием «La saviezza giovenile», 1628
- Festino nella sera del Giovedì grasso (Праздник широкой Масленицы), 1608
- Tirsi, Fili e Clori (Тирсис, Филлида и Хлоя). Шестая книга канцонетт, 1614
- Vivezze di flora e primavera, 1622
- Il virtuoso ritrovo academico, 1626
- Trattenimenti da villa, 1630

### Утраченные
- Первая книга новых размышлений, для 2 голосов и органа (Primi nuovi pensieri, s.a.; утеряна)
- Вторая книга новых размышлений, для 2 голосов и органа (Secondi nuovi pensieri, 1611; сохранились отдельные голоса)
- Четвёртая и последняя книга новых церковных размышлений, для голоса и бассо континуо (Quarto libro et ultimo di nuovi pensieri ecclesiastici, s.a.; не была опубликована, рукопись утрачена)

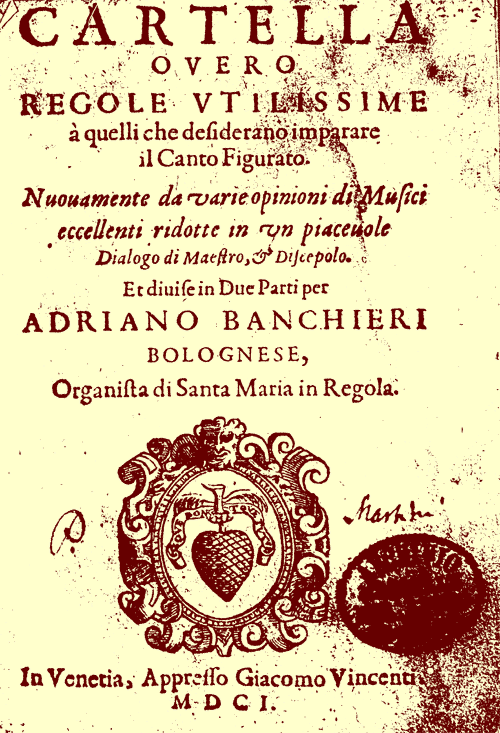
Обложка первого издания трактата Адриано Банкьери «Cartella», 1601 г.

## Музыкальные и литературные труды
- Благородство осла (La nobiltà dell’asino), 1592, 1599 (под псевдонимом Attabalippa dal Perù Provincia del Mondo novo)[8].
- Cartella overo regole utilissime a quelli che desiderano imparare il canto figurato (Venezia, 1601). Второе издание (репринт), 1610. Cartella musicale nel canto figurato fermo et contrapunto (Венеция, 1614; 3-е, исправленное и дополненное издание трактата «Cartella»); La Banchierina overo cartella picciola del canto figurato (Венеция, 1623, 5-е издание трактата «Cartella»).
- L’organo suonarino, op. 13 («Звучащий орган»; Венеция, 1605); 2-я переработанная редакция, op. 25 (Венеция 1611), с приложением «Музыкального диалога Банкьери со своим другом, пожелавшим играть всякими способами, опираясь на basso continuo» и «Описания нового инструмента под названием арпитаррон»; 3-е издание, op. 43 (1622, с новым музыкальным приложением); репринты 3-й редакции: 1627, 1638.
- Conclusioni nel suono dell’organo, op. 20 («Заключения о музыке для органа»; Болонья, 1609; итальянский перевод первого [не сохранившегося] латинского издания «Заключений» 1608 года; английский перевод издания 1609 г. выполнил Л. Р. Гарретт[9]); 2-е переработанное издание под заглавием «Armoniche conclusioni nel suono dell’organo» («Гармонические заключения о музыке для органа», 1626); Conclusiones de musica in organo modulanda (Болонья, 1627, репринт первого [не сохранившегося] латинского издания «Заключений» 1608 года).
- Cartellina del canto fermo gregoriano (Болонья, 1614).
- Frutto salutifero alli <…> sacerdoti per prepararsi alla celebratione della SS messa privata e cantata (Болонья, 1614).
- Prima parte del primo libro al direttorio monastico di canto fermo per uso particolare della congregatione olivetana (Болонья, 1615)
- Progressi, politici, e christiani (Bologna, 1616). Содержит фрагмент трактата о григорианской монодии 1615 г.
- Cantorino utile a novizzi, e cherici secolari, e regolari, principianti del canto fermo (Болонья, 1622).
- Il principiante fanciullo, che … impara solfizare note e mutationi, e parole solo, 2vv, op.46 (Венеция, 1625).
- La sampogna musicale <…> rappresentata sotto il di 14 novembre 1625 nel virtuoso ridotto (Венеция, 1625).
- Гармонические письма (Lettere armoniche; Болонья, 1628).
- Discorso della lingua Bolognese (изд.3; Болонья, 1629).
- Lettere scrite a diversi patroni ed amici (то же, что «Гармонические письма», с добавлением на 38 страницах новых «писем»; Болонья, 1630).

## Издания сочинений
- Opera omnia, ed. G. Vecchi. Bologna, 1963 (= Antiquae musicae Italicae monumenta Bononiensia, XII; вышел только один том)
- L’organo suonarino; translation, transcription and commentary by D.E.Marcase. Diss. Michigan University. Ann Arbor, 1970. xiv, 471 pp.